# San Antonio Molotla
San Antonio Molotla es un barrio de la delegación de Xochimilco del Distrito Federal de la Ciudad de México. El nombre “Molotla” significa “lugar de gorriones o pardales” en náhuatl y su santo patrón es San Antonio de Padua. El centro del barrio es su capilla construida en el siglo XVII, que consiste en una nave central y una torre de con dos campanas. La iglesia tiene un óleo de Nuestra Señora de Guadalupe de 1757, y otros de Santa Ceceila y Santa Rosa de Lima del siglo XVII. También hay uno de Santa Bárbara del siglo XVII ubicado en el sacristía. Los lugareños del barrio tienen el apodo de “los panelos”.